# Шипицина (река)
Шипицина — река в России, протекает в Чердынском районе Пермского края. Устье реки находится в 34 км по правому берегу реки Чепец. Длина реки составляет 12 км.
Исток реки в 40 км к северо-западу от посёлка Чепец. Всё течение реки проходит по ненаселённому лесу. Впадает в Чепец около бывшего посёлка Глубинный, где располагался исправительно-трудовой лагерь и разъезда Чепец на бывшей лесовозной железной дороге.

## Данные водного реестра
По данным государственного водного реестра России относится к Камскому бассейновому округу, водохозяйственный участок реки — Кама от истока до водомерного поста у села Бондюг, речной подбассейн реки — бассейны притоков Камы до впадения Белой. Речной бассейн реки — Кама.
По данным геоинформационной системы водохозяйственного районирования территории РФ, подготовленной Федеральным агентством водных ресурсов:
- Код водного объекта в государственном водном реестре — 10010100112111100003567
- Код по гидрологической изученности (ГИ) — 111100356
- Код бассейна — 10.01.01.001
- Номер тома по ГИ — 11
- Выпуск по ГИ — 1